# DEFCON

Năm mức độ DEFCON

DEFCON, viết tắt của "defense readiness condition" (tình trạng sẵn sàng phòng thủ), là một tình trạng báo động được Quân đội Hoa Kỳ sử dụng. Được xây dựng bởi Hội đồng Tham mưu trưởng Liên quân Hoa Kỳ (JCS) và Bộ tư lệnh Chiến đấu Thống nhất, hệ thống này chỉ dẫn năm mức độ sẵn sàng (hay tình trạng báo động) đối với Quân đội Hoa Kỳ, từ DEFCON 5 (ít nghiêm trọng nhất) đến DEFCON 1 (nghiêm trọng nhất), tương ứng với những tình huống quân sự khác nhau.

## Hoạt động
Mức độ DEFCON chủ yếu được Tổng thống và Bộ trưởng Bộ Quốc phòng Hoa Kỳ ban bố thông qua Chủ tịch JCS và Bộ tư lệnh Chiến đấu Thống nhất. Mỗi mức độ tương ứng với những tình huống về an ninh, kích hoạt và phản ứng nhất định.
Các lực lượng khác nhau của Quân đội Hoa Kỳ (lục quân, hải quân, không quân, thủy quân lục chiến, tuần duyên) cũng như các căn cứ quân sự và bộ chỉ huy khác nhau có thể được đặt ở các trạng thái sẵn sàng khác nhau. Tương tự, nhìn chung DEFCON thường được ban bố đối với những khu vực địa lý nhất định thay vì trên phạm vi toàn thế giới. Theo tạp chí Air & Space/Smithsonian, cho đến năm 2014, tình trạng sẵn sàng phòng thủ toàn cầu chưa từng lên tới DEFCON 2.

## Mức độ
Tình trạng sẵn sàng phòng thủ có sự khác nhau giữa từng mệnh lệnh và đã có những thay đổi theo thời gian. Bộ quốc phòng Hoa Kỳ dùng các thuật ngữ thi hành khi sử dụng DEFCON nhằm tránh sự nhầm lẫn giữa thuật ngữ thi hành với mệnh lệnh thực tiễn. Ngày 12 tháng 1 năm 1996, Bộ Chỉ huy Phòng không Bắc Mỹ (NORAD) đề xuất việc áp dụng hệ thống tình trạng sẵn sàng của JCS, và thông tin về hệ thống này được công khai vào năm 2006.
| Tình trạng sẵn sàng | Thuật ngữ thi hành | Mô tả                                                                | Mức độ sẵn sàng                                                              |
| ------------------- | ------------------ | -------------------------------------------------------------------- | ---------------------------------------------------------------------------- |
| DEFCON 1            | COCKED PISTOL      | Chiến tranh hạt nhân đã không thể tránh khỏi hoặc đã và đang diễn ra | Các lực lượng sẵng sàng chiến đấu ở mức tối đa. Có thể phản ứng ngay lập tức |
| DEFCON 2            | FAST PACE          | Tiến gần tới chiến tranh hạt nhân                                    | Các lực lượng vũ trang sẵn sàng triển khai và tham chiến trong vòng 6 giờ    |
| DEFCON 3            | ROUND HOUSE        | Các lực lượng vũ trang sẵn sàng hơn mức thông thường                 | Không quân sẵn sàng triển khai trong vòng 15 phút                            |
| DEFCON 4            | DOUBLE TAKE        | Tăng cường giám sát tình báo và các biện pháp an ninh                | Trên mức thông thường                                                        |
| DEFCON 5            | FADE OUT           | Tình trạng sẵn sàng thấp nhất                                        | Thông thường                                                                 |

## Lịch sử
Sau khi được thành lập, NORAD đã sử dụng các mức độ sẵn sàng khác nhau (Thông thường, Tăng cường, Tối đa) được chia nhỏ thành 8 tình trạng (chẳng hạn, mức độ sẵn sàng tối đa bao gồm hai tình trạng "Sẵn sàng phòng thủ không quân" và "Phòng thủ không quân khẩn cấp"). Tháng 10 năm 1959, Chủ tịch JCS đương nhiệm Nathan F. Twining thông báo với NORAD rằng "Canada và Mỹ đã ký một hiệp định về việc tăng cường mức độ sẵn sàng của các lực lượng NORAD trong các giai đoạn căng thẳng về quan hệ quốc tế." Sau khi hiệp định này bắt đầu có hiệu lực vào ngày 2 tháng 10 năm 1959, JCS đã xây dựng hệ thống DEFCON vào tháng 11. Ban đầu, DEFCON 3 bao gồm hai tình trạng "Alpha" và "Bravo", DEFCON 2 bao gồm hai tình trạng "Charlie" và "Delta", đồng thời có một mức độ "Khẩn cấp" cao hơn DEFCON 1, bao gồm hai tình trạng "Phòng thủ khẩn cấp" ("Hot Box") và "Phòng thủ không quân khẩn cấp" ("Big Noise").

### DEFCON 2

#### Khủng hoảng tên lửa Cuba
Trong cuộc khủng hoảng tên lửa Cuba, vào ngày 22 tháng 10 năm 1962, Quân đội Hoa Kỳ, ngoại trừ Lục quân Hoa Kỳ ở châu Âu (USAREUR), được ban bố tình trạng DEFCON 3. Ngày 24 tháng 10, mức độ này được nâng lên DEFCON 2 đối với riêng Bộ chỉ huy Không quân chiến thuật Hoa Kỳ (SAC). Tình trạng này kéo dài đến ngày 15 tháng 11.

#### Chiến tranh vùng Vịnh
Ngày 15 tháng 1 năm 1991, JCS công bố tình trạng DEFCON 2 trong giai đoạn đầu của chiến dịch Desert Storm thuộc cuộc chiến tranh vùng Vịnh. Ngoại trưởng Mỹ đương nhiệm James Baker đã cảnh báo rằng việc Iraq sử dụng vũ khí hóa học đối với liên quân sẽ dẫn đến hành động trả đũa hạt nhân.

### DEFCON 3

#### Chiến tranh Yom Kippur
Ngày 6 tháng 10 năm 1973, Ai Cập và Syria phối hợp tiến hành một cuộc tấn công nhằm vào Israel và gây ra cuộc chiến tranh Yom Kippur. Quan ngại rằng Liên minh Xô Viết sẽ can thiệp, Mỹ đã ban bố tình trạng DEFCON 3 đối với các lực lượng vũ trang bao gồm Bộ chỉ huy Không quân Chiến thuật, Bộ tư lệnh Phòng không Lục địa, Bộ tư lệnh ở châu Âu và Hạm đội 6 vào ngày 25 tháng 10. Trong những ngày tiếp theo, các lực lượng này lần lượt quay trở về trạng thái thông thường mà cuối cùng là Hạm đội 6 vào ngày 17 tháng 11.

#### Chiến dịch Paul Bunyan
Sau khi hai quân nhân Mỹ bị quân đội Triều Tiên sát hại tại Khu vực An ninh Chung vào tháng 8 năm 1976, mức độ sẵn sàng chiến đấu của các lực lượng vũ trang Mỹ tại Hàn Quốc đã được nâng lên DEFCON 3. Mức độ này được duy trì trong suốt chiến dịch Paul Bunyan diễn ra ngay sau đó.

#### Vụ tấn công 11 tháng 9
Trong vụ tấn công khủng bố ngày 11 tháng 9 năm 2001, Bộ trưởng Bộ quốc phòng Mỹ đương nhiệm Donald Rumsfeld đã công bố mức DEFCON 3 đồng thời cảnh báo khả năng nâng lên DEFCON 2 (tuy điều này đã không xảy ra).